# سایان (کیکیندا)
سایان (به صربی: Sajan) یک منطقهٔ مسکونی در صربستان است که در Kikinda Municipality واقع شده‌است. سایان ۱٬۱۶۴ نفر جمعیت دارد و ۸۳ متر بالاتر از سطح دریا واقع شده‌است.